# Oltre i limiti
Oltre i limiti (The Outer Limits) è una serie televisiva statunitense di genere fantastico-fantascientifico, andata in onda dal 1995 al 2002, revival della serie The Outer Limits creata da Leslie Stevens nel 1963.
In Italia nel 2010 è uscito un cofanetto di sei DVD-Video contenente tutti gli episodi della prima stagione, della durata di 968 minuti e contenente tutti i primi 22 episodi e un paio di speciali, ma a causa delle scarse vendite dei cofanetti della stessa serie della prima stagione all'estero anche in Italia il resto delle stagioni rimane inedito per il mercato home video.

## Episodi
| Stagione         | Episodi | Prima TV originale | Prima TV Italia |
| ---------------- | ------- | ------------------ | --------------- |
| Prima stagione   | 22      | 1995               | 1996            |
| Seconda stagione | 22      | 1996               | 1997            |
| Terza stagione   | 18      | 1997               | 1998            |
| Quarta stagione  | 26      | 1998               | -               |
| Quinta stagione  | 22      | 1999               | -               |
| Sesta stagione   | 21      | 2000               | -               |
| Settima stagione | 22      | 2001-2002          | -               |

## Produzione
La serie è stata girata a  Vancouver, per gli episodi sono stati utilizzati i lavori di importanti scrittori come: Harlan Ellison, A. E. van Vogt, Eando Binder, Larry Niven, Richard Matheson, George R.R. Martin, Stephen King, and James Patrick Kelly.
Il tema musicale è stato creato da Mark Mancina e John VanTongeren.

## Trasmissione
In Italia, la serie è stata trasmessa sui canali terrestri TMC, TMC2 e satellitari Fox e AXN.